# パラノイア (映画)
パラノイア（PARANOIA）は、1997年のアメリカ合衆国のスリラー映画。ラリー・ブランド監督作品。

## 概要
模範囚として出所した殺人鬼が、犠牲者の生き残りである女性を再び付け狙うスリラー作品。殺人鬼と女性の生き残りをかけた一夜の死闘を描く。殺人鬼に狙われる女性がただ脅えるだけではなく殺人鬼との戦いに自ら望むところが本作の見どころである。主演はブリジット・バーコと『ダークマン』のラリー・ドレイク。実際に起こり得る事件を描いている。

## ストーリー
ある田舎町で起きた20年前の一家惨殺事件で3人を殺害した罪で20年間の禁固刑を言い渡されたカルヴィン・ホークス（ラリー・ドレイク）は更生プログラムの一環としてコンピューターを与えられ、それを用いて事件の最後の生き残りで現在はニューヨークに住んでいるジャナ・マーサー（ブリジット・バーコ）にコンタクトをとり始める。ジャナのコンピューターに届いたカルヴィンからのメッセージには、かつて事件の際に家の二階に少女が隠れていたことを知っておきながらわざと見逃しており出所した今、20年前のゲームの続きを始めようという内容であった。やがて出所したカルヴィンはジャナに近付いていき、危険を感じたジャナは警察も頼りにならないことを知り、自宅の留守電に旅行に行くというメッセージを残し、幼馴染で警官のマーク・ダニエルズ（ロバート・フロイド）の別荘に罠を張りカルヴィンを待ち受ける。

## 登場人物
※括弧内は日本語吹替
- ジャナ・マーサー - ブリジット・バーコ（玉川砂記子）

本作の主人公で20年前の一家惨殺事件の生き残りの女性。現在はニューヨークで暮らしており、職業は建築家で成功を収めているが、事件の恐怖により精神分析に頼っており異様に光を恐れ、ほとんど夜しか活動しない夜行性である。再会した幼馴染のマークと相思相愛になり一時期恋人関係となる。姉のマーラを救えなかったことを後悔している。
カルヴィンの出所に再び恐怖を感じるが、勝気な性格であるため恐怖を乗り越え自分の力のみでカルヴィンと戦うことを決意。家族の仇を討てるためカルヴィンとの戦いに喜びを感じ、カルヴィンに奇作により重傷を負わせ、殺す寸前まで追い込むが止めを刺す寸前の所をマークに止められたため殺害をやめる。カルヴィンが逮捕され、帰宅するが今度はカルヴィンの友人であったマークの兄であるデヴィッドに襲撃され危機に陥る。しかし、そこにマークが駆けつけジャナ自身もデヴィッドに羽交い絞めにされた状態で反撃し、デヴィッドはマークに射殺される。その後、マークと復縁し失っていた笑顔を取り戻した。
- カルヴィン・ホークス - ラリー・ドレイク（石田太郎）

20年前の一家惨殺事件の犯人で20年の禁固刑を受けたが、模範囚として出所する。包丁を武器にマイクの兄のデヴィッドと共にジャナの両親と姉を殺害し、さらに生き残りであるジャナの命を狙い保護司の元から姿を消す。
非常に残忍な性格で刺身包丁の切れ味を試す為に途中、立ち寄った図書館の男子トイレで司書を殺害している。ゲームには自信満々だったが、ジャナの奇作により重傷を負わされ、切り札として残しておいたデヴィッドもジャナの殺害に失敗した挙句にマークに射殺され、司書の殺害容疑で逮捕され結果的にジャナに完敗した。同性愛者でもある。
- マーク・ダニエルズ - ロバート・フロイド（宮本充）

ジャナの幼馴染で職業は警察官。幼い頃からジャナに好意を抱いており、事件の後にジャナが引越した後も思い続けており、再会した後はカルヴィンからジャナを守ろうとするが、ジャナはカルヴィンをマークの力を借りずに撃退してしまった。しかし、護送中のカルヴィンの言葉からデヴィッドがジャナを狙っていることを知り、ジャナの自宅に駆けつけデヴィッドを射殺し言葉通りにジャナを守り切り復縁する。
- カーツウェル - サリー・カークランド

精神科医の女医でジャナの担当医。幼い頃のジャナの心のケアを担当し、現在でもコンピューター越しにジャナの治療に当たっている。
- デヴィッド・ダニエルズ - スティーヴン・ジェヴェドン（牛山茂）

マークの兄。ジャナの姉マーラに好意を抱いていた。
- マーラ - フランチェスカ・コルバチョ

ジャナの姉。高校卒業後に結婚を控えていた矢先に、両親共々カルヴィンとデヴィッドに殺害される。